# Kimstad–Norrköpings Järnväg
Kimstad–Norrköpings Järnväg (KNJ) var en svensk smalspårig järnväg i Östergötland. Banan var 18,3 kilometer lång och ägdes och trafikerades av Norra Östergötlands Järnvägar.
Järnvägen utgick från Kimstads station vid Östra stambanan och sedan i huvudsakligen nordöstlig riktning förbi Borgs villastad med slutstation vid Norrköpings–Söderköping–Vikbolandets järnvägs station i Norrköping, Norrköpings östra station. Järnvägen öppnades för trafik 6 juni 1906 utom en sträcka om cirka 1,3 kilometer närmast Norrköpings östra station som öppnades för trafik 2 augusti 1910.
Banan förstatligades den 1 juli 1950. Persontrafiken upphörde den 1 september 1962 och godstrafiken den 1 juni 1963. Banan revs därefter upp.

## Bevarade fordon
- Ångloket NÖJ 16[1]
- Personvagnen NÖJ ACo7[2]